# Верхние Услы
Верхние Услы (баш. Үрге Уҫылы) — село в Стерлитамакском районе Башкортостана, административный центр Услинского сельсовета.

## История
В «Списке населенных мест по сведениям 1870 года», изданном в 1877 году, населённый пункт упомянут как деревня Верхние Услы 4-го стана Стерлитамакского уезда Уфимской губернии. Располагалась при речке Усле, на коммерческом тракте из Стерлитамака в Белебей, в 25 верстах от уездного города Стерлитамака и в 54 верстах от становой квартиры в селе Васильевское (Бондаревка). В деревне, в 70 дворах жили 497 человек (230 мужчин и 267 женщин, тептяри), была водяная мельница. Жители занимались земледелием, скотоводством.

## Население
| 2002 | 2009 | 2010 |
| ---- | ---- | ---- |
| 740  | ↗785 | ↘732 |

## Географическое положение
Расстояние до:
- районного центра (Стерлитамак): 28 км,
- ближайшей ж/д станции (Стерлитамак): 28 км.

## Известные уроженцы
- Багаутдинов, Раис Губайдуллович (1926—2018) — председатель колхоза им. Салавата, Герой Социалистического Труда (1966)[5].